# Synagoga w Modrze
Synagoga w Modrze – zbudowana z rytualną łaźnią  w 1902 roku w stylu neoromańskim, przy ulicy Súkeníckiej 41. W 1959 została sprzedana gminie i służyła jako magazyn. Przebudowa zniszczyła pierwotny wygląd elewacji. Obecnie w synagodze znajduje się studio artystyczne.